# امیر توسلی
امیر توسلی (زادهٔ ۱۳۵۲) موسیقیدان و آهنگساز فیلم اهل ایران است. از کارهای وی می‌توان به آهنگسازی مجموعه‌هایی چون مختارنامه، شهرزاد و سقوط یک فرشته اشاره کرد.

## زندگی
امیر توسلی با نام اصلی محمدرضا توسلی در سال ۱۳۵۲ در سبزوار به دنیا آمد. پدرش مرشد زورخانه بود و همین امر سبب شد تا به موسیقی دلبسته شود. از ۱۷ سالگی به دنبال موسیقی رفت و ساز پیانو را برای آموختن انتخاب کرد. او پیانو را نزد برادرش آموخت و نخستین کار حرفه‌ای خود را به عنوان آهنگساز را برای سریال تلویزیونی خانواده آقای رضایت، نوشته حمید امجد و به تهیه‌کنندگی وحید نیکخواه‌آزاد انجام داد.
او اوایل دهه هفتاد «گروه موسیقی پژواک» که نخستین گروه موسیقی راک بعد از انقلاب بود شکل داد. فرزاد فخرالدینی، آرش رادان، میلاد زنده نام کسری سبکتکین، حمید توسلی و نوید ذوالفقار و دوره‌ای هم خواننده گروه شاهکار بینش‌پژوه اعضای این گروه بودند. دراواسط دههٔ هفتاد آلبومی با مسیری کاملاً متفاوت تحت عنوان بر بستر لغزان زمان از این گروه منتشر شد، این آلبوم اولین اثر در قالب موسیقی تلفیقی (new age music) در ایران است و اکثر قطعات آن ساختهٔ امیر توسلی می‌باشد.
امیر توسلی بعد از این به سراغ ساخت موسیقی برای تئاترهای روی صحنه رفت و برای چند تئاتر موسیقی نوشت که از جمله آن‌ها می‌توان به «آنسوی آینه»، «گرگ و میش» (به کارگردانی آزیتا حاجیان) که با آریا عظیمی‌نژاد این موسیقی را به صورت مشترک نوشت، «پوف و بدنسازی» (به کارگردانی هوشنگ حسامی) و آثار دیگر را می‌توان نام برد.
در سال‌های ابتدایی دهه هشتاد او به سمت ساخت موسیقی فیلم روی آورد و برای فیلم مکس و کافه‌ستاره به کارگردانی سامان مقدم موسیقی نوشت و سپس برای همین کارگردان در سریال شمس‌العماره موسیقی ساخت. فیلم شاه کلید، یک عاشقانه ساده، دایره زندگی، محاکمه، اخراجیها۲ و سریال‌هایی چون گمشده و سقوط یک فرشته و راه شیری از دیگر آثار توسلی در حوزه موسیقی فیلم به‌شمار می‌رود. او از سال ۱۳۸۸ به دعوت داوود میرباقری ساخت موسیقی برای سریال تاریخی مختارنامه را با سه ارکستر «پارسه»، «ارکستر کوبه‌ای نایریکا» و «گروه کر فیلارمونیک تهران» آغاز کرد. تم تیتراژ پایانی این سریال با بهره‌گیری از موسیقی عزاداری منطقه بوشهر و بر اساس نغمه‌هایی که محسن شریفیان، پژوهشگر و موزیسین این منطقه گرد آورده بود، ساخته شده‌است.

## فیلم‌شناسی و آثار

### سینمایی
| سال  | نام فیلم                | کارگردان                               |
| ---- | ----------------------- | -------------------------------------- |
| ۱۴۰۳ | کفایت مذاکرات           | سهیل موفق                              |
| ۱۴۰۲ | پول و پارتی             | سعید سهیلی                             |
| ۱۴۰۲ | تگزاس ۳                 | سید مسعود اطیابی                       |
| ۱۴۰۲ | هفتاد سی                | بهرام افشاری                           |
| ۱۴۰۲ | مرد عینکی               | کریم امینی                             |
| ۱۴۰۲ | هتل                     | سید مسعود اطیابی                       |
| ۱۴۰۱ | بچه زرنگ                | بهنود نکویی هادی محمدیان محمدجواد جنتی |
| ۱۴۰۱ | بخارست                  | سید مسعود اطیابی                       |
| ۱۴۰۰ | آهنگ دو نفره            | آرزو آرزانش                            |
| ۱۳۹۹ | فسیل                    | کریم امینی                             |
| ۱۳۹۹ | چپ راست                 | حامد محمدی                             |
| ۱۳۹۹ | خوب، بد، جلف ۲:ارتش سری | پیمان قاسم خانی                        |
| ۱۳۹۸ | نارگیل۲                 | داوود اطیابی                           |
| ۱۳۹۸ | انفرادی                 | سید مسعود اطیابی                       |
| ۱۳۹۷ | جان دار                 | حسین امیری دوماری-پدرام پورامیری       |
| ۱۳۹۷ | دینامیت                 | سید مسعود اطیابی                       |
| ۱۳۹۷ | تگزاس ۲                 | سید مسعود اطیابی                       |
| ۱۳۹۷ | چهار انگشت              | حامد محمدی                             |
| ۱۳۹۷ | قانون مورفی             | رامبد جوان                             |
| ۱۳۹۶ | تگزاس                   | سید مسعود اطیابی                       |
| ۱۳۹۶ | اکسیدان                 | حامد محمدی                             |
| ۱۳۹۵ | دخترعمو و پسرعمو        | روح‌انگیز شمس                           |
| ۱۳۹۵ | نهنگ عنبر ۲             | سامان مقدم                             |
| ۱۳۹۵ | گشت ۲                   | سعید سهیلی                             |
| ۱۳۹۴ | ۵۰ کیلو آلبالو          | مانی حقیقی                             |
| ۱۳۹۴ | من سالوادور نیستم       | منوچهر هادی                            |
| ۱۳۹۴ | نهنگ عنبر               | سامان مقدم                             |
| ۱۳۹۴ | رسوایی ۲                | مسعود ده‌نمکی                           |
| ۱۳۹۴ | سه بیگانه               | مهدی مظلومی                            |
| ۱۳۹۳ | دریا و ماهی پرنده       | مهرداد غفارزاده                        |
| ۱۳۹۳ | چاقی                    | راما قویدل                             |
| ۱۳۹۲ | معراجی‌ها                | مسعود ده‌نمکی                           |
| ۱۳۹۲ | پایان خدمت              | حمید زرگرنژاد                          |
| ۱۳۹۲ | بلوک ۹ خروجی ۲          | علیرضا امینی                           |
| ۱۳۹۰ | یک عاشقانه ساده         | سامان مقدم                             |
| ۱۳۸۹ | پیتزا مخلوط             | حسین جامی                              |
| ۱۳۸۹ | شیش و بش                | بهمن گودرزی                            |
| ۱۳۸۸ | اخراجی‌ها ۲              | مسعود ده‌نمکی                           |
| ۱۳۸۸ | ازدواج در وقت اضافه     | سعید سهیلی                             |
| ۱۳۸۸ | چاله                    | علی کریم                               |
| ۱۳۸۸ | شیر و عسل               | آرش معیریان                            |
| ۱۳۸۷ | چار چنگولی              | سعید سهیلی                             |
| ۱۳۸۷ | یک اشتباه کوچولو        | محسن دامادی                            |
| ۱۳۸۶ | کلاغ پر                 | شهرام شاه حسینی                        |
| ۱۳۸۶ | دایره زنگی              | پریسا بخت‌آور                           |
| ۱۳۸۵ | کلاهی برای باران        | مسعود نوابی                            |
| ۱۳۸۵ | محاکمه                  | ایرج قادری                             |
| ۱۳۸۵ | هر چی تو بخوای          | محمد متوسلانی                          |
| ۱۳۸۵ | نصف مال من، نصف مال تو  | وحید نیکخواه آزاد                      |
| ۱۳۸۳ | کافه ستاره              | سامان مقدم                             |
| ۱۳۸۳ | مکس                     | سامان مقدم                             |

### مجموعه تلویزیونی و نمایش خانگی
| سال       | نام سریال                | کارگردان        | شبکه                                            | توضیحات                                                                      |
| --------- | ------------------------ | --------------- | ----------------------------------------------- | ---------------------------------------------------------------------------- |
| ۱۴۰۳      | آبان                     | رضا دادویی      | شیدا                                            |                                                                              |
| ۱۴۰۳      | اجل معلق                 | عادل تبریزی     | فیلم‌نت و شیدا                                   |                                                                              |
| ۱۴۰۱      | آنتن                     | ابراهیم عامریان | نماوا                                           |                                                                              |
| ۱۴۰۰      | نارگیل                   | ابراهیم عامریان | فیلیمو                                          |                                                                              |
| ۱۴۰۰      | خوب، بد، جلف: رادیواکتیو | محسن چگینی      | فیلیمو                                          |                                                                              |
| ۱۴۰۰      | مهمونی                   | ایرج طهماسب     | نماوا                                           |                                                                              |
| ۱۴۰۰      | قبله عالم                | حامد محمدی      | شبکه نمایش خانگی پخش اختصاصی توسط پلتفرم فیلیمو | این سریال تاریخی به ماجرای زندگی ناصرالدین شاه قاجار می‌پردازد                |
| ۱۳۹۷      | از یادها رفته            | بهرام بهرامیان  | یک                                              | این سریال در شبکه پنج سیما تولید شد اما در رمضان ۱۳۹۸ ازشبکه یک به پخش رسید. |
| ۱۳۹۷      | هیولا                    | مهران مدیری     | نمایش خانگی                                     |                                                                              |
| ۱۳۹۷      | سال‌های دور از خانه       | مجید صالحی      | نمایش خانگی                                     |                                                                              |
| ۱۳۹۷      | شهرزاد (فصل سوم)         | حسن فتحی        | نمایش خانگی                                     | تاریخی، عاشقانه                                                              |
| ۱۳۹۶      | شهرزاد (فصل دوم)         | حسن فتحی        | نمایش خانگی                                     | تاریخی، عاشقانه                                                              |
| ۱۳۹۵      | شهرزاد (فصل اول)         | حسن فتحی        | نمایش خانگی                                     | تاریخی، عاشقانه                                                              |
| ۱۳۹۴      | حالت خاص                 | افشین اربابی    | نسیم                                            |                                                                              |
| ۱۳۹۴      | جاده قدیم                | بهرام بهرامیان  | یک                                              |                                                                              |
| ۱۳۹۳      | انقلاب زیبا              | بهرنگ توفیقی    | یک                                              |                                                                              |
| ۱۳۹۳      | معراجی‌ها                 | مسعود ده‌نمکی    | یک                                              |                                                                              |
| ۱۳۹۲      | دولت مخفی                | راما قویدل      | دو                                              |                                                                              |
| ۱۳۹۱      | یلدا                     | حسن میرباقری    | سه                                              |                                                                              |
| ۱۳۹۰      | قلب یخی (فصل سوم)        | سامان مقدم      | نمایش خانگی                                     |                                                                              |
| ۱۳۹۰      | سقوط یک فرشته            | بهرام بهرامیان  | یک                                              |                                                                              |
| ۱۳۸۳–۱۳۸۹ | مختارنامه                | داود میرباقری   | یک                                              | با همکاری بهزاد عبدی                                                         |
| ۱۳۸۹      | گمشده                    | راما قویدل      | یک                                              |                                                                              |
| ۱۳۸۸      | شمس‌العماره               | سامان مقدم      | دو                                              |                                                                              |
| ۱۳۸۷      | شب می‌گذرد                | راما قویدل      | تهران                                           |                                                                              |

### تئاتر
1. «یک زن یک مرد» با همکاری نیما عظیمی‌نژاد (به کارگردانی آزیتا حاجیان) کاندید بهترین موسیقی در جشنواره تئاتر فجر[۳]